# Мациевский, Аркадий Ефимович
Мациевский Аркадий Ефимович (19 мая 1931, Бобрик Первый, Любашёвский район — 14 декабря 2006, Кировоград) — советский, украинский скульптор.

## Биография
Родился в 1931 году в селе Бобрик Первый Любашёвского района Одесской области.
В 1953 году закончил скульптурное отделение Одесского государственного художественного училища. С 1960 года принимал активное участие в республиканских художественных выставках. С 1964 года — член союза художников СССР, с 1991 года — член Национального союза художников Украины. С 1953 по 1970 год работал скульптором Станиславского союза художников (сейчас г. Ивано-Франковск) и Ивано-Франковских художественно-производственных мастерских художественного фонда УССР. С 1970 года — скульптор художественно-производственных мастерских художественного фонда УССР г. Кировограда.
В 1980 году А. Мациевский стал лауреатом премии им. Ю. Яновского. В 1998 году был награждён дипломом І степени на конкурсе «Таланты Кировоградщины». А. Мациевский работал в области станковой и монументальной скульптуры. Работы скульптора хранятся во многих музеях и частных коллекциях в Кировограде, Ивано-Франковске, Киеве, Чигирине, Москве.

## Работы
Его основные произведения: «Два поколения» (1960), «На барщине» (1961), мемориальный комплекс освободителям г. Долина от немецко-фашистских захватчиков в Ивано-Франковской области (1969), памятник Герою Советского Союза Алексею Егорову (1972, г. Кировоград), памятный знак рабочим завода «Красная зоркая», погибшим в Великой Отечественной войне (создан в соавторстве с Виктором Френчком. 1974, г. Кировоград), памятник А. С. Пушкину (1977, г. Кировоград) и других.